# Yav
Yav (ruski: Явь, "Jav") je sedmi studijski album ruskog pagan metal sastava Arkona. Diskografska kuća Napalm Records objavila ga je 25. travnja 2014. godine.
Ime albuma odnosi se na materijalni svijet Jav. Violinisti Olli Vänskä iz Turisasa i Alexey iz Sviatogora pojavili su se kao gostujući glazbenici.

## Popis pjesama
Tekstovi: Masha "Scream", osim za pjesmu "Ved'ma", čiji je tekst napisao Thomas Väänänen, glazba: Masha "Scream", osim na pjesmi "Zov pustyh dereven'", koju je skladala sa Sergejem "Lazarom".
| 1.    | »Zarozhdenie« (Зарождение)                   | Postanak           | 9:00  |
| 2.    | »Na strazhe novyh let« (На страже новых лет) | Čuvajući nove eone | 7:24  |
| 3.    | »Serbia« (Сербия)                            | Srbija             | 5:39  |
| 4.    | »Zov pustyh dereven'« (Зов пустых деревень)  | Zov pustih sela    | 6:30  |
| 5.    | »Gorod snov« (Город снов)                    | Grad snova         | 4:55  |
| 6.    | »Ved'ma« (Ведьма)                            | Vještica           | 6:19  |
| 7.    | »Chado indigo« (Чадо индиго)                 | Indigo dijete      | 7:39  |
| 8.    | »Yav'« (Явь)                                 | Jav                | 13:44 |
| 9.    | »V ob'jat'jah Kramoly« (В обьятьях крамолы)  | U zagrljaju pobune | 6:42  |
| 67:52 |                                              |                    |       |

## Recenzije
Časopis Sonic Seducer napisao je da je Yav zreliji i ozbiljniji od prethodnih Arkoninih uradaka te da je napustio klišeje žanra. Također ga je pohvalio zbog raznolikosti atmosfere u pjesmama. Recenzent australske web-stranice Stormbringer istaknuo je da su se elementi black metal spojili s tipičnim Arkoninim stilom, što je albumu dodalo zlokobni ugođaj.

## Zasluge
| Arkona - Masha "Scream" – prijevod teksta (na skladbi "Ved'ma"), vokali, klavijature, produkcija - Ruslan "Kniaz" – bas-gitara - Sergei "Lazar" – gitara, produkcija, miksanje, mastering - Vladimir "Volk" – gaita gallega, flauta, Tin Whistle, Low Whistle, sopilka - Andrei Ischenko – bubnjevi (na skladbama 7-9) - Vlad "Artist" – bubnjevi (na skladbama 1-6) Ostalo osoblje - Sergey AR Pavlov – prijevod tekstova pjesama na engleski jezik - Gyula Havancsák – ilustracije, dizajn - Greg Shanta – fotografija | Dodatni glazbenici - Thomas Väänänen – vokali (na skladbi "Ved'ma") - Olli Vänskä – violina (na skladbi "Zov pustyh dereven'") - Aleksey "Master Alafern" – violina (na skladbama 1, 2, 5-8) - Vika "Vkgoeswild" Yermolyeva – klavir (na skladbi "Chado indigo") - Radimir – recitacija (na skladbi "Chado indigo") |